# Doãn Bang Hiến
Doãn Bang Hiến (chữ Hán: 尹邦憲) hay Doãn Băng Hài (1272-1322), quê làng Cổ Định Thanh Hóa, đỗ Thái học sinh hạng Đồng tiến sĩ xuất thân (thứ 6) năm Giáp Thìn - 1304, là vị thượng thư bộ Lại đầu tiên thời quân chủ ở Việt Nam. Một nhà ngoại giao Việt Nam thời nhà Trần.

Khâm định Việt sử thông giám cương mục chép về việc đi sứ sang nhà Nguyên giải quyết tranh chấp biên giới Đại Việt-Đại Nguyên của Doãn Bang Hiến (尹邦憲).

Doãn Bang Hiến là quan nhà Trần, triều Trần Anh Tông, giữ chức Hàn lâm Hiệu úy, Thượng thư bộ Lại năm 1314, sau đổi làm Thượng thư bộ Hình (năm 1322), hàm Thiếu Bảo. Năm Nhâm Tuất niên hiệu Đại Khánh thứ 9 (1322) làm Chánh sứ (sứ giả) đi sứ sang nhà Nguyên giải quyết tranh chấp biên giới giữa hai nước (khi về mất ở dọc đường), được phong tước Hương hầu, hàm Thiếu phó, được vua ban 100 mẫu đất (khoảng 0,5 km²) lập nên làng Doãn Xá (尹舍) thuộc tổng Lê Nguyễn, huyện Đông Sơn phủ Thiệu Thiên, Thanh Hóa, nay là các thôn Ngọc Lậu, Đà Ninh, Đại Từ thuộc xã Đông Thịnh huyện Đông Sơn và thôn Nhuệ Sâm xã Đông Xuân (từ 2015 đến nay thuộc thị trấn Rừng Thông) và một phần các xã Đông Yên (làng Doãn), Đông Văn (thôn Thiều). Đại Việt sử ký chép: "Nhâm Tuất, [Đại Khánh] năm thứ 9 [1322] (Nguyên Chí Trị năm thứ 2)... Mùa hạ, người Nguyên tranh giành bờ cõi, sai ty Hành khiển Hình bộ Thượng thư là Doãn Bang Hiến sang Nguyên tranh luận. Bang Hiến mất ở dọc đường, vua rất thương tiếc." Nguyên sử quyển 28, Nguyên Anh Tông chép: "英宗二: 二年春正月己巳朔，安南、占城各遣使來貢方物。...。十一月甲午朔，日有食之。...。安南國遣使來貢方物，回賜金四百五十兩、金幣九，帛如之。癸卯，地震。"([Nguyên] Anh Tông 2: Năm thứ 2, mùa xuân tháng giêng, ngày mùng một Kỷ Tỵ (ngày 18 tháng 01 năm 1322), An Nam và Chiêm Thành sai sứ giả đến cống phương vật... Tháng 11 ngày mùng một Giáp Ngọ (ngày 09 tháng 12 năm 1322), có nhật thực,..., nước An Nam sai sứ giả đến cống phương vật. [Vua Nguyên] tặng lại 450 lượng vàng, 9 tiền vàng, và tơ lụa. Ngày Quý Mão (18 tháng 12 năm 1322) có động đất.)
Con trai của Doãn Bang Hiến là Doãn Định (1312-1363) làm quan tới chức Giám sát ngự sử, sau bị bãi chức do ngăn Thượng hoàng Minh Tông đến ngự sử đài. Chắt nội của Doãn Bang Hiến là Doãn Nỗ (1393-1439), tức Lê Nỗ, một khai quốc công thần thời nhà Lê sơ, tham gia khởi nghĩa Lam Sơn của Lê Lợi.